# Saji
saji（サジ）は、日本のロックバンドである。2011年4月より前身バンド『phatmans after school（ファットマンズ アフター スクール）』として活動開始し、2019年7月から現名に改名された。

## メンバー

### 現メンバー
- ヨシダタクミ －ボーカル・ギター担当。

3月6日生まれ。北海道帯広市出身。
- ユタニシンヤ －ギター担当。

4月27日生まれ。北海道帯広市出身。2022年10月01日よりとかち観光大使に任命。
- ヤマザキヨシミツ －ベース担当。

1月22日生まれ。北海道標津町出身。

### 元メンバー
- phatmans after school
  - ホンマアツシ －ドラム担当。
    - 2016年7月21日、「ワンマンツアー2016 〜morning glory〜」東京・赤坂BLITZ公演をもって脱退。

## 略歴
- 2010年
  - 12月 - 北海道札幌市の経専音楽放送芸術専門学校にてヨシダタクミ、ユタニシンヤ、ヤマザキヨシミツ、ホンマアツシで『phatmans after school』として再結成。
    - 「phat」とはアメリカ英語で使われるスラングで「かっこいい」という意味がある[1]。
- 2011年
  - 5月11日 - BUDDY RECORDSより1stミニアルバム『phatmans after school』を発売。
  - 10月19日 - タワーレコード限定シングル『東京少年 / ナンバーコール』をリリース。全5色のカラーで「訳ありシングル」として発売された[2]。
  - 11月23日 - メジャー1stミニアルバム『ボクノバアイハ』をもってトイズファクトリーよりメジャー・デビュー。
- 2013年
  - 4月3日 - メジャー1stシングル『メディアリテラシー』を発売。
  - 12月4日 - 2ndシングル『ツキヨミ』をリリース。アニメ「夜桜四重奏 〜ハナノウタ〜」のエンディングテーマに使用されスマッシュヒットを記録。
- 2014年
  - 2月17日 - 3月1日 - 初のワンマンツアー「pas式日進月歩」を開催。全公演即日完売。
  - 4月1日 - レギュラーラジオ「妄想化学少年」がbayfmにて放送開始。2015年3月31日放送終了。
  - 7月20日 - 地元北海道で開催された「JOIN ALIVE 2014」に出演し、自身初のフェス出演&異例の入場規制を果たす。
  - 12月3日 - メジャー1stフルアルバム『セカイノコトハ』を発売。
  - 12月31日 - 「COUNTDOWN JAPAN 14/15」に出演。
- 2015年
  - 2月25日 - 4月26日 - 『セカイノコトハ』のリリース記念として「ワンマンツアー2015 〜コトノハジマリ〜」全国公演を開催。全公演即日完売。
  - 7月22日 - 自身初の両A面シングルとなる3rdシングル『FR/DAY NIGHT / 7日間.』を発売。
  - 10月10日 - 11月25日 - 「対バンツアー2015 〜歌ッテ踊ッテ騒ガナイトツアー〜」を開催。
  - 12月7日 - 12月1日 - 「LEGO BIG MALL」「ヒトリエ」 「phatmans after school」によるスプリットツアー「√3 TOUR」を開催。
- 2016年
  - オフィシャルファンクラブ「Pさんの部屋」がオープン。2019年3月に閉鎖。
  - 5月18日 - 2ndフルアルバム『アンクロニクル』を発売。
  - 5月18日 - 26日 - 「LEGO BIG MORL」「ヒトリエ」「phatmans after school」によるスプリットツアー「√3 TOUR Vol2.」を開催。
  - 6月20日 - 7月21日 - 「ワンマンツアー2016 〜morning glory〜」を開催。
  - 7月21日 - ドラム・ホンマアツシが上記ライブの最終公演を最後に脱退。[3]
  - 9月28日 - 2017年1月31日 - 自主企画対バンライブ「ガチンコファイトクラブ vol.1-vol.5」を開催予定。最終公演である1月31日は「ガチンコファイトクラブ FINAL × レコ発スペシャル phatmans after school vs. UnLimited」と題し、前身バンド「UnLimited」と対バンという異例のライブとなる。
- 2017年
  - 1月25日 - 3rdミニアルバム『過去現在未来進行形』を発売。
  - 1月22日 - 2月22日 - 「LEGO BIG MALL」「ヒトリエ」「phatmans after school」によるスプリットツアー「√3 TOUR Vol.3」を開催。
  - 4月12日 - 4thミニアルバム『未完成フューチャー』を発売。
  - 6月9日 - 7月13日 - 「ワンマンツアー2017 〜near near near〜」を開催。
  - 10月2日 - レギュラーラジオ FM PORT「TOKYO→NIIGATA MUSIC CONVOY(MON.)」レギュラー担当開始。毎週月曜日20:00-22:00。通称「パスラジ」。2018年3月レギュラー終了。
  - 11月25日 - 30日 - 「ワンマンツアー2017 延長戦 〜にゃーにゃーにゃー 猫の手も借りたい〜」を開催。
  - 12月20日 - 3rdフルアルバム『キミノバアイハ』をリリース。
- 2018年
  - 3月21日 - 4月19日 - 「ワンマンツアー2018 〜カケメグル〜」を開催。
  - 10月19日 - 11月12日 - ヨシダタクミソロワンマン 〜ひとりカンタービレ〜を開催。
  - 12月21日 - 「FC限定ワンマン 〜Pさんの部屋でPPP〜」を開催。
  - 12月25日 - 「恋人いない奴限定ワンマン 〜性なる夜よ死に候え〜」を開催。
- 2019年
  - 7月17日 - 新たなスタートとしてバンド名を『saji』に改名。あわせて所属レーベルをキングレコード（KING AMUSEMENT CREATIVE）に移籍[4]。
    - スプーンで『掬う』と『救う』の言葉遊びで、人生をすくい上げる、つかみ取りたいという思いとユタニの語感で決まった[5]。

  - 8月28日 - 渋谷モディにて『saji New Single「ツバサ」Special Live in 渋谷モディ 〜phatmans after school→saji〜』を開催。
  - 10月23日 - sajiに改名後初のシングル『ツバサ』を発売。TVアニメあひるの空のエンディングテーマに使用された。
  - 12月18日 - saji改名後初となる「saji 1st Live 2019〜尾羽打チ枯レズ飛翔ケリ〜」を開催。完売公演となった。
- 2020年
  - 4月1日 - saji改名後初のアルバム『ハロー、エイプリル』を発売。
  - 7月18日 - 26日 - saji改名後初のワンマンツアー『saji 1st Tour 2020』を開催が予定されていたが、コロナウイルス感染症拡大の影響で全公演中止された。
  - 9月23日 2nd ミニ・アルバム『花火の詩』を発売。
  - 11月25日 2nd シングル『瞬間ドラマチック』を発売。長編アニメーション映画「君は彼方」の主題歌として使用された。
    - c/w曲『アオイノウタ』は「戦国炒飯TV 〜なんとなく歴史が学べる映像〜」のエンディングテーマとなっている。
- 2021年
  - 2月1日 - 次世代WEB小説投稿サイト「ノベリズム」TV CM主題曲に2nd ミニ・アルバム『花火の詩』収録曲「真に暗き夜」が使用された。
  - 3月10日 - saji改名後初のフルアルバム『populars popless』を発売。リード曲「アルカシア」はTVアニメ怪病医ラムネのエンディングテーマとして使用された。
  - 7月21日 - 3rdシングル『星のオーケストラ』を発売。「かげきしょうじょ!!」のオープニングテーマとして使用された。
  - 8月15日 - saji1年8ヶ月ぶりとなる 「saji Live 2021 〜夜の兎は眠らない〜」 が開催されるとアナウンスされた。
  - 10月27日 - 4thシングルe『ハヅキ』を発売。TVアニメ「SHAMAN KING」の第3弾エンディングテーマとして使用された。

## 活動
phatmans after school時代は、容姿を隠しプロフィールは一切公表されておらず、活動は音源発表及びライブなどに限定されていた。アーティスト写真には「pas君」と称した熊のアイコンを使いメンバーの容姿を隠すスタイルをとっていた。
雑誌のインタビューやラジオなどは他アーティスト同様プロモーション活動は行っているが、テレビに関してはpas君のアニメーションが代わりに出演した。
ミュージック・ビデオにも本人達は出演せず、公開されたミュージック・ビデオはアニメーション作品のようなものが多かったが、2ndアルバム『アンクロニクル』の収録曲「シリアル」のミュージック・ビデオ以降、容姿が公開されていった。

## ディスコグラフィー

### phatmans after school 名義

#### 参加作品
| 発売日       | タイトル                                                                          | 収録曲                                                         | 備考 |
| ------------ | --------------------------------------------------------------------------------- | -------------------------------------------------------------- | ---- |
| 2015年4月1日 | じん『MEKAKUCITY M's 1 メカクシティアクターズ・ヴォーカル&サウンド コレクション』 | 空想フォレスト / じん feat.ヨシダタクミ(phatmans after school) |      |

### saji名義

#### 配信シングル
|                | 発売日         | タイトル         | 備考                                                                                 |                |
| キングレコード | キングレコード | キングレコード   | キングレコード                                                                       | キングレコード |
| -------------- | -------------- | ---------------- | ------------------------------------------------------------------------------------ | -------------- |
| 1st            | 2020年6月3日   | 明日の空へ       | saji名義初の配信シングル。 『明日の空へ』 - アニメ「あひるの空」第33話「LIFE」挿入歌 |                |
| 2nd            | 2022年4月13日  | 灯日             | アニメ「トモダチゲーム」エンディングテーマ                                           |                |
| 3rd            | 2022年5月11日  | クロスオーバー   | 朝日放送「部活ピーポー全力応援！ブカピ！」オープニングテーマ                         |                |
| 4th            | 2023年6月16日  | スターチス       | アニメ「Helck-ヘルク-」第1クールエンディングテーマ                                   |                |
| 5th            | 2023年7月1日   | フラッシュバック | アニメ「AYAKA -あやか-」エンディングテーマ                                           |                |
| 6th            | 2023年10月3日  | Magic Writer     | アニメ「とあるおっさんのVRMMO活動記」オープニングテーマ                              |                |

### 楽曲提供
- 水樹奈々
「レイジーシンドローム」（シングル『Angel Blossom』収録）2015年4月22日
作詞・作曲:ヨシダタクミ、編曲：藤間仁（Elements Garden）
「恋想花火」（シングル「STARTING NOW!」収録）2016年7月13日
作詞・作曲:ヨシダタクミ、編曲：藤間仁（Elements Garden）
「STAND UP！」（アルバム『NEOGENE CREATION』収録）2016年12月21日
作詞・作曲:ヨシダタクミ、編曲：藤間仁（Elements Garden）
「Rock Ride Riot」（アルバム『NEOGENE CREATION』収録）2016年12月21日
作詞・作曲:ヨシダタクミ、編曲：藤田淳平（Elements Garden）
「絶対的幸福論」（アルバム『NEOGENE CREATION』収録）2016年12月21日
作詞・作曲:ヨシダタクミ、編曲：藤間仁（Elements Garden）
「Born Free」（シングル「METANOIA」収録）2019年7月17日
作詞：ヨシダタクミ、作曲・編曲：南田健吾
「No Rain, No Rainbow」（シングル「FIRE SCREAM/No Rain, No Rainbow」収録）2020年10月7日
作詞・作曲:ヨシダタクミ、編曲：藤間仁（Elements Garden）
- 小倉唯
「ライアーシープ」
作詞・作曲:ヨシダタクミ、編曲：中島生也
- MICHI
「超常性ワールド」
作詞・作曲：ヨシダタクミ
- まなみのりさ
「waveびーと」
作詞・作曲：ヨシダタクミ
- Kis-My-Ft2
「君を大好きだ」
作詞：藤井フミヤ、作曲：ヨシダタクミ、編曲：亀田誠治
- 式島律（CV：沢城千春）
「アンビバレンツ」
作詞・作曲：ヨシダタクミ、編曲：アオヤマイクミ
- 式島律（CV：沢城千春）＆佐竹笙悟（CV：武内駿輔）
「パラダイムボックス」
作詞・作曲：ヨシダタクミ、編曲：アオヤマイクミ
- 石原夏織
「半透明の世界で」（シングル「Ray Rule」収録）
作詞：ヨシダタクミ、作曲・編曲：クボナオキ
- 超ときめき♡宣伝部
「SHIBUYA TSUTAYA前で待ち合わせね！」（アルバム「ときめきがすべて」収録）
作詞・作曲：ヨシダタクミ
- 内田雄馬
「スタートライン」（シングル「Comin’ Back」収録）
作詞・作曲：ヨシダタクミ、編曲：saji & 中島生也
- CODE-V
「EVERY WANNA BABE」（シングル「Winter Love」収録）2017年10月25日
作詞：ヨシダタクミ/作曲：MUSOH・Bitcrusher
- 上野優華
「ユキノウタ」（アルバム「好きな人はあなただった」収録）2019年1月23日
作詞・作曲：ヨシダタクミ
- ステラマリス
「InFiction」（アルバム「Re:ステージ! Q.E.D.」収録）2019年1月30日
作詞・作曲：ヨシダタクミ
- サクタスケ
「ティターニア」「アメノオト」（シングル「ティターニア」収録）2019年10月30日
作詞・作曲：ヨシダタクミ
「START!!」（シングル「TVアニメ ACTORS -Songs Connection- キャラクターソング Vol.6 往田 詩(CV:保住有哉)」収録）2019年11月20日
作詞・作曲：ヨシダタクミ

## ミュージックビデオ
| 監督       | 曲名                                                     |
| ---------- | -------------------------------------------------------- |
| 浜根玲奈   | 「メディアリテラシー」「東京少年」「ツキヨミ」           |
| 大月荘     | 「FR/DAY NIGHT」                                         |
| りゅーせー | 「7日間.」「イトシキミヘ」                               |
| 青木亮二   | 「過去現在未来進行形」「未完成フューチャー」             |
| 不明       | 「マイパレット」「さよならスペースシャトル」「シリアル」 |

## 主なライブ

### ワンマンライブ・スプリットライブ・主催イベント
phatmans after school
- 2014年02月17日〜2014年03月01日 - ワンマンツアー「pas式日進月歩」
- 2015年02月25日〜2014年04月26日 - ワンマンツアー2015 〜コトノハジマリ〜
- 2015年10月10日〜2015年11月25日 - 対バンツアー2015 〜歌ッテ踊ッテ騒ガナイトツアー〜
w/ GOOD ON THE REEL / 藍坊主 / ヒトリエ / ヒトリエ / ヒトリエ / 東京カランコロン / 清竜人25
- 2015年12月07日〜2015年12月11日 - スプリットツアー「√3 TOUR」
w/ LEGO BIG MORL / ヒトリエ / phatmans after school
- 2016年05月18日〜2016年05月26日 - スプリットツアー「√3 TOUR Vol.2」
w/ LEGO BIG MORL / ヒトリエ / phatmans after school
- 2016年06月20日〜2016年07月21日 - ワンマンツアー2016 〜morning glory〜
- 2016年09月28日〜2017年01月31日 - 対バンツアー 〜ガチンコファイトクラブ vol.1-vol.5〜
w/ ドラマチックアラスカ / HOWL BE QUIET / SHAKALABBITS / 藍坊主 / UnLimited
- 2017年01月22日〜2017年02月22日 - スプリットツアー「√3 TOUR Vol.3」
w/ LEGO BIG MORL / ヒトリエ / phatmans after school
- 2017年06月09日〜2017年07月13日 - ワンマンツアー2017 〜near near near〜
- 2017年11月25日〜2017年11月30日 - ワンマンツアー2017 延長戦 〜にゃーにゃーにゃー 猫の手も借りたい〜
- 2018年03月21日〜2018年04月19日 - ワンマンツアー2018 〜カケメグル〜
- 2018年10月19日〜2018年11月12日 - ヨシダタクミソロワンマン 〜ひとりカンタービレ〜
- 2018年12月21日 - FC限定ワンマン 〜Pさんの部屋でPPP〜KICHIJOJI SHUFFLE
- 2018年12月25日 - 恋人いない奴限定ワンマン 〜性なる夜よ死に候え〜

saji
- 2019年12月18日 - saji 1st Live 2019〜尾羽打チ枯レズ飛翔ケリ〜
- 2020年07月18日〜07月26日 - saji 1st Tour 2020
- 2021年08月15日 - saji Live 2021 〜夜の兎は眠らない〜
- 2022年04月17日 - saji Live 2022 〜朝焼けと夜の帳〜
- 2022年09月13日〜10月07日 - saji one man tour 2022 〜星の船と月の旅人〜
- 2023年09月21日〜09月25日 - saji one man tour 2023 〜saji式日進月歩-東名阪編-〜
- 2023年11月03日 - saji one man tour 2023 〜saji式日進月歩-東名阪編-〜《-延長戦-》

### 出演イベント
phatmans after school
- 2013年03月31日 - soundgraph vol.12
- 2013年10月12日 - MINAMI WHEEL 2013
- 2013年10月14日 - 東京カランコロン ワンマ ソフェス 2013
- 2014年04月13日 - RADIO BERRY 20th Anniversary haruberrylive 2014
- 2014年05月11日 - MEME TOKYO FES'14
- 2014年05月31日 - OTODAMA'14 〜ヤングライオン編〜
- 2014年06月07日 - SAKAE SP-RING 2014
- 2014年06月21日 - YATSUI FESTIVAL! 2014
- 2014年07月17日 - GLICO LIVE "NEXT"
- 2014年07月20日 - JOIN ALIVE 2014
- 2014年08月17日 - TREASURE05X 2014 〜summer triangle〜
- 2014年08月29日 - RADIO BERRY 20th ANNIVERSARY ベリテンライブ2014 〜HEAVEN'S ROCK Utsunomiya VJ-2〜
- 2014年10月04日 - MEGA★ROCKS 2014
- 2014年10月05日・11月14日・15日・16日 - 首謀者:空想委員会 大歌の改新 第二期
- 2014年10月11日 - MINAMI WHEEL 2014 EXTRA EDITION
- 2014年10月17日 - テスラは泣かない。「tour 2014 "Tell me how to CRY."」
- 2014年12月28日 - FM802 ROCK FESTIVAL RADIO CRAZY 2014
- 2014年12月31日 - COUNTDOWN JAPAN 14/15
- 2015年02月05日 - WEST ROCK MUSEUM
- 2015年03月24日 - MBS たいバーン!!LIVE〜ラブソング編〜
- 2015年04月12日 - RADIO BERRY "haruberrylive 2015"
- 2015年05月03日 - TOWER RECORDS柏店×Thumbup PRESENTS "MUSIC JACK"
- 2015年06月10日 - LIVEHOLIC presents GRAND OPENING SERIES vol.2
- 2015年06月21日 - YATSUI FESTIVAL! 2015
- 2015年06月28日 - OTOSATA Rock Festival 2015
- 2015年08月22日 - WILD BUNCH FEST. 2015
- 2015年08月23日 - TREASURE05X 2015 〜a great faith〜 〜crossing to the future〜
- 2015年08月25日 - サイサイフェス2015
- 2015年09月29日 - Jumpin'jack 2015
- 2015年11月06日 - Skream!×TOWER RECORDS presents HAMMER EGG
- 2015年12月07日・08日・09日・11日 - ヒトリエ×phatmans after school×LEGO BIG MORL「√3 TOUR」
- 2016年01月16日 - Suck a Stew Dry presents「Stew Party vol.1 」
- 2018年05月11日 - 吉祥寺 SHUFFLE 11th Anniversary 吉祥寺 SHUFFLE presents phatmans after shcool×the irony
- 2018年05月24日 - ミオフェス 2018 宮城
- 2018年05月31日 - MAGIC BOX!!〜45分3本勝負〜
- 2018年06月08日 - MIZUKIプロデュース！真空パック Vol.13 -黄・赤・青 真空ホロウ3ピースになったんで対バンしませんか 2018-
- 2018年06月30日 - SUMMER TIME LOVER CIRCUIT 「サマラバ！」
- 2018年07月16日・17日 - Rhythmic Toy World SHOOTING TOUR
- 2018年08月11日 - TREASURE05X 2018 -WAITING FOR IGNITION-
- 2018年10月02日 - intermix
- 2018年10月03日 - THE MUSIC DRAWS THE LIFE VOL.59
- 2018年10月05日 - ピノキオ4
- 2018年12月24日 - 空想委員会 "大歌の改新 祭り編 〜盛岡事変〜"

saji
- 2021年12月31日 - CDTVスペシャル!年越しプレミアライブ 2021→2022
- 2022年06月05日 - SAKAE SP-RING 2022
- 2022年08月28日 - Animelo Summer Live 2022 -Sparkle-
- 2022年10月09日 - Eggs presents FM802 MINAMI WHEEL 2022
- 2023年08月27日 - 「アニメロサマーライブ2023 -AXEL- powered by Anison Days」
- 2024年02月11日 - 「“老いてもヤングスキニーツアーvol.2”」vol.2あったんだ編〜
- 2024年05月11日12日 - KING SUPER LIVE 2024 Kアリーナ横浜

## タイアップ
- phatmans after school

| 楽曲     | タイアップ                                            | 時期   |
| -------- | ----------------------------------------------------- | ------ |
| ツキヨミ | アニメ『夜桜四重奏 〜ハナノウタ〜』エンディングテーマ | 2013年 |

- saji

| 楽曲                 | タイアップ                                                                                     | 時期   |
| -------------------- | ---------------------------------------------------------------------------------------------- | ------ |
| ツバサ               | アニメ『あひるの空』第1クールエンディングテーマ                                                | 2019年 |
| 明日の空へ           | アニメ『あひるの空』第33話「LIFE」挿入歌                                                       | 2020年 |
| 瞬間ドラマチック     | 長編アニメーション映画『君は彼方』主題歌                                                       | 2020年 |
| アオイノウタ         | 歴史教養バラエティ番組『戦国炒飯TV 〜なんとなく歴史が学べる映像〜』第2クールエンディングテーマ | 2020年 |
| アルカシア           | アニメ『怪病医ラムネ』エンディングテーマ                                                       | 2021年 |
| 星のオーケストラ     | アニメ『かげきしょうじょ!!』オープニングテーマ                                                 | 2021年 |
| ハヅキ               | アニメ『SHAMAN KING』第3弾エンディングテーマ                                                   | 2021年 |
| 灯日                 | アニメ『トモダチゲーム』エンディングテーマ                                                     | 2022年 |
| クロスオーバー       | ABCテレビ他「部活ピーポー全力応援!ブカピ!」オープニングテーマ                                  | 2022年 |
| スターチス           | アニメ『Helck』エンディングテーマ                                                              | 2023年 |
| フラッシュバック     | アニメ『AYAKA -あやか-』エンディングテーマ                                                     | 2023年 |
| Magic Writer         | アニメ『とあるおっさんのVRMMO活動記』オープニングテーマ                                        | 2023年 |
| 感脳性リベレーション | アニメ『ラグナクリムゾン』第2クールオープニングテーマ                                          | 2024年 |
| Wonderlust!!         | アニメ『没落予定の家族だけど、暇だったから魔法を極めてみた』オープニングテーマ                 | 2025年 |

## 出演
- phatmans after school
  - bayfm「妄想化学少年」(2014年4月-2015年3月)
  - FM PORT「TOKYO→NIIGATA MUSIC CONVOY」月曜日ナビゲーター（2017年10月-2019年3月）
- saji
  - FM PORT「TOKYO→NIIGATA MUSIC CONVOY」火曜日ナビゲーター（2019年10月-2020年6月）
  - テレビ埼玉「情報番組 マチコミ」（「オトコミ」コーナーゲスト、2020年10月13日）[7][8][9]
  - FMNACK5「sajiのみぞ知るセカイ」毎週土曜日夜21時（2022年10月01日〜）